# ストレートネック
ストレートネック（英: straight neck、military neckなど）とは、首の前方へのカーブが失われている状態。スマホ首、ミリタリーネック、アーミーネックとも呼ばれる。

## 概要
筋性と骨性に分かれ、スマートフォンやパソコンの利用が原因にもなる。引き起こされる症状に対しては、運動療法も有効である。頭頸部の前方への重心移動を支えるために首の筋肉が緊張する。レントゲンで骨に異常が見つからない場合もあり、無症状の場合もある。病気ではないが、ヘッドフォワードの状態になると疾患となり、頭頸部が前に出た状態が疲労や手足の痺れ、不動性めまい、頚椎ヘルニアにつながる場合がある。ストレートネック以外にもX線撮影によって頚椎のアライメントに関する異常を確認できる。

## 対策
- 首を安静にする[15]
- 普段の首の位置を考える[15]
- 首を温める[15]
- 首を冷やす[15]
- 労働環境、普段の生活をチェックする[15]